# Pandémie de Covid-19 en Colombie
La pandémie de Covid-19 en Colombie démarre officiellement le 6 mars 2020. À la date du 20 février 2023, le bilan est de 142 596 morts.

## Mesures gouvernementales
Le gouvernement impose à partir du 25 mars 2020 un confinement général obligatoire pour une durée de trois semaines. Ce confinement a ensuite été prolongé jusqu'au 11 mai 2020.
Pour les personnes âgées de plus 70 ans, le confinement est obligatoire jusqu'au 30 mai. Les Colombiens ne peuvent sortir de chez eux que pour faire des courses ou promener leur chien, à raison d'une personne par famille, ou en cas de force majeure. Les infractions sont passibles d'amendes, voire de prison. Sont exemptés le personnel des services de santé, d'hygiène, de télécommunication, des établissements financiers ainsi que des médias. Le gouvernement a en outre ordonné la fermeture des frontières, l'interdiction des vols de passagers, la suspension des cours en présentiel et des rassemblements. Quelque 60 000 militaires et policiers sont déployés pour « faire respecter » les mesures.
Le 5 mai, le président Iván Duque annonce que le confinement est prolongé jusqu'au 25 mai et qu'entre le 11 et le 25 mai, le gouvernement va « étendre l'isolement préventif obligatoire, mais en récupérant de l'espace pour la vie productive ». Les assouplissements prévus à partir du 11 mai concernent notamment la vente en gros de certains produits (comme les véhicules et les meubles) tandis que les enfants de 6 à 17 ans sont autorisés à sortir trois fois par semaine pendant 30 minutes.
Des libérations anticipées de prisonniers âgés de plus de 60 ans sont prévues. La surpopulation carcérale favorise en effet la propagation du virus en Colombie. La prison de Villavicencio, au pied de la cordillère des Andes, recense ainsi 772 cas de contamination au 8 mai. La surpopulation oblige les prisonniers à dormir les uns sur les autres, parfois dans les couloirs, et rend impossible l’isolement des malades.
Un programme de vaccination devrait être entrepris à partir de février 2021. Les migrants vénézuéliens en seront cependant exclus.
Le 13 janvier 2021, le président Iván Duque annonce que le confinement est prolongé jusqu'au 28 février.
Trois jours de deuil national sont observés à la suite de la mort du ministre de la Défense, Carlos Holmes Trujillo, le 26 janvier 2021.
Fin octobre 2021, le président colombien Ivan Duque annonce que les enfants de 3 à 11 ans pourront se faire vacciner avec le vaccin chinois Sinovac.

### Difficultés à faire appliquer le confinement
Selon plusieurs experts, les mesures de confinement risquent de montrer leurs limites dans un pays tels que la Colombie, dans lequel il n'existe pas d'État-providence. Ainsi, moins d'un million de personnes bénéficie d'une retraite et les aides sociales sont très faibles. Beaucoup de personnes âgées vivent dans la pauvreté, voire l'indigence, et sont contraintes de continuer de travailler ou de mendier.
« Sans famille ni aide sociale suffisante, beaucoup d'anciens craignent autant de mourir de faim que de tomber malades », relève l'Agence France-Presse. Luis Carlos Reyes, de l'Observatoire fiscal de l'Université Javeriana à Bogota, explique qu'« il y a un manque de protection préoccupant du fait de l'absence d'un véritable État providence ».
Amnesty International a également alerté sur la situation des communautés indigènes : « Les peuples indigènes en Colombie sont en alerte maximale. Le gouvernement met en place dans le pays des mesures de prévention pour le COVID-19 sans garantir de façon adéquate leurs droits fondamentaux. Si historiquement elles n’ont pas eu accès à la santé, à l’eau et à l’alimentation, dans le contexte de l’actuelle pandémie, cette situation est d’une gravité exceptionnelle, car les conditions sanitaires et sociales ne leur permettent pas de faire face de façon adéquate » à la pandémie.
Des émeutes ont éclaté le 21 mars dans plusieurs prisons du pays contre le manque de mesures sanitaires. Les affrontements les plus violents - accompagnés de tentatives d’évasion - ont eu lieu à la prison de La Modelo, à Bogota : au moins vingt-trois prisonniers sont morts et quatre-vingt-dix personnes, dont sept gardiens, ont été blessées. Les prisonniers n'auraient pas de réelle assistance médicale, les gardiens n'auraient ni gants ni masques alors qu'ils rentrent et sortent de la prison, et l'administration pénitentiaire ne fournirait pas de masques et de gants. La surpopulation pourrait aussi favoriser la propagation du virus : le taux d'occupation des prisons colombiennes était de 152 % en 2017.
Dans les quartiers populaires de Bogota, de Medellín et de plusieurs autres villes, de nombreux habitants accrochent aux fenêtres de leur logement un chiffon rouge en signe de protestation contre le manque de nourriture et l'inaction des autorités. Avant de devenir un « emblème de la colère », le chiffon rouge accroché à la fenêtre a d'abord été le signal d'un appel au secours auprès des voisins, notamment à Soacha, une ville pauvre proche de Bogota. « Si vous voyez un chiffon rouge à la porte de vos voisins, c'est qu'ils en appellent à votre solidarité », a indiqué la maire de la ville. Dans une zone déshéritée de la ville d’Itaguï, dans la région de Medellín, une habitante témoigne auprès du quotidien El Colombiano : « La majorité des familles ici a faim, ce sont des gens qui vivent au jour le jour, des vendeurs ambulants, des mères de famille qui travaillent comme employées de maison. Certaines de ces familles n'ont pas mangé depuis deux jours et nous essayons tous de nous entraider, mais tous les portefeuilles sont vides. » Le président Ivan Duque a dénoncé « une haine de classes » dans ces actions.
Des personnes n'ayant pas respecté le confinement ont été tabassées ou tuées par la police.

## Impact

### Conséquences politiques
La guérilla de l'Armée de libération nationale annonce un cessez-le-feu unilatéral pour une durée d'au moins 30 jours à partir du 1er avril. L'organisation évoque l’appel de l'ONU à un cessez-le-feu de tous les conflits dans le monde, ainsi que la demande « dans le même sens » d'« organisations sociales et politiques de Colombie ». La guérilla indique en outre qu'elle se réserve le « droit » de se défendre des « attaques » des forces gouvernementales comme des groupes de narcotrafiquants. Le gouvernement a répondu que les « conditions n'étaient pas réunies » pour un « espace de dialogue ouvert ».
Des groupes criminels ont profité du confinement pour assassiner plusieurs militants des droits humains. Rester au même endroit fait des militants des cibles faciles. Une mission de l'Organisation des États américains dénonce fin mars « les graves faits de violence qui ont eu lieu ces derniers jours contre des leaders sociaux et des défenseurs des droits de l'homme ainsi que les affectations persistantes contre plusieurs communautés du pays à cause du conflit armé et de la criminalité ». Au moins 14 leaders sociaux ont été assassinés entre le 6 mars et le 2 avril, ainsi que quatre ex-guérilleros des Forces armées révolutionnaires de Colombie. Début avril, le nombre d'assassinats politique recensés depuis le début du confinement est de 30. La plupart des leaders interrogés s’étonnent de l’inaction de l’armée lors des violences contre les populations civiles. Celles-ci ont lieu « dans des régions fortement militarisées », souligne le sénateur de l'opposition Iván Cepeda. Et d’ajouter : « On peut donc se poser la question de la connivence entre les autorités et le narcotrafic. »
Des enquêtes judiciaires sont ouvertes pour des faits présumés de corruption concernant Rodolfo Enrique Zea, le ministre de l'Agriculture, mais aussi quatre gouverneurs des régions d'Arauca, Magdalena, Vichada et San Andres. Tous sont soupçonnés de malversation dans la gestion de fonds destinés à la lutte contre la pandémie. La santé est un secteur traditionnellement très touché par la corruption en Colombie.

### Conséquences économiques
Le taux de chômage grimpe à 19,6% en novembre 2020. La gestion de la pandémie par les autorités serait désapprouvée par 61% des Colombiens.
Pour faire face à la crise économique, le gouvernement présente en avril 2021 d'un impopulaire projet de loi visant à collecter 6,8 milliards de dollars. Celui-ci prévoit une hausse de la TVA sur des services de base comme l’électricité, le gaz et l’assainissement, l’augmentation des prix de l'essence, l’installation de nouveaux péages, le gel des salaires dans le secteur public jusqu’en 2026 et des coupes dans les programmes sociaux. Il prévoit également la baisse du plancher d’imposition sur le revenu et une taxe de 1 % sur les actifs supérieurs à 1,3 million de dollars. Perçu comme décuplant la pression fiscale sur les plus modestes et sur les classes moyennes, sans toucher aux privilèges des plus fortunés, ce projet de loi déclenche contre lui une grève nationale,.

## Statistiques

Nombre de cas en Colombie depuis le début de l'épidémie.

Nombre de morts en Colombie depuis le début de l'épidémie.